# Szövetségi Tanács (Svájc)

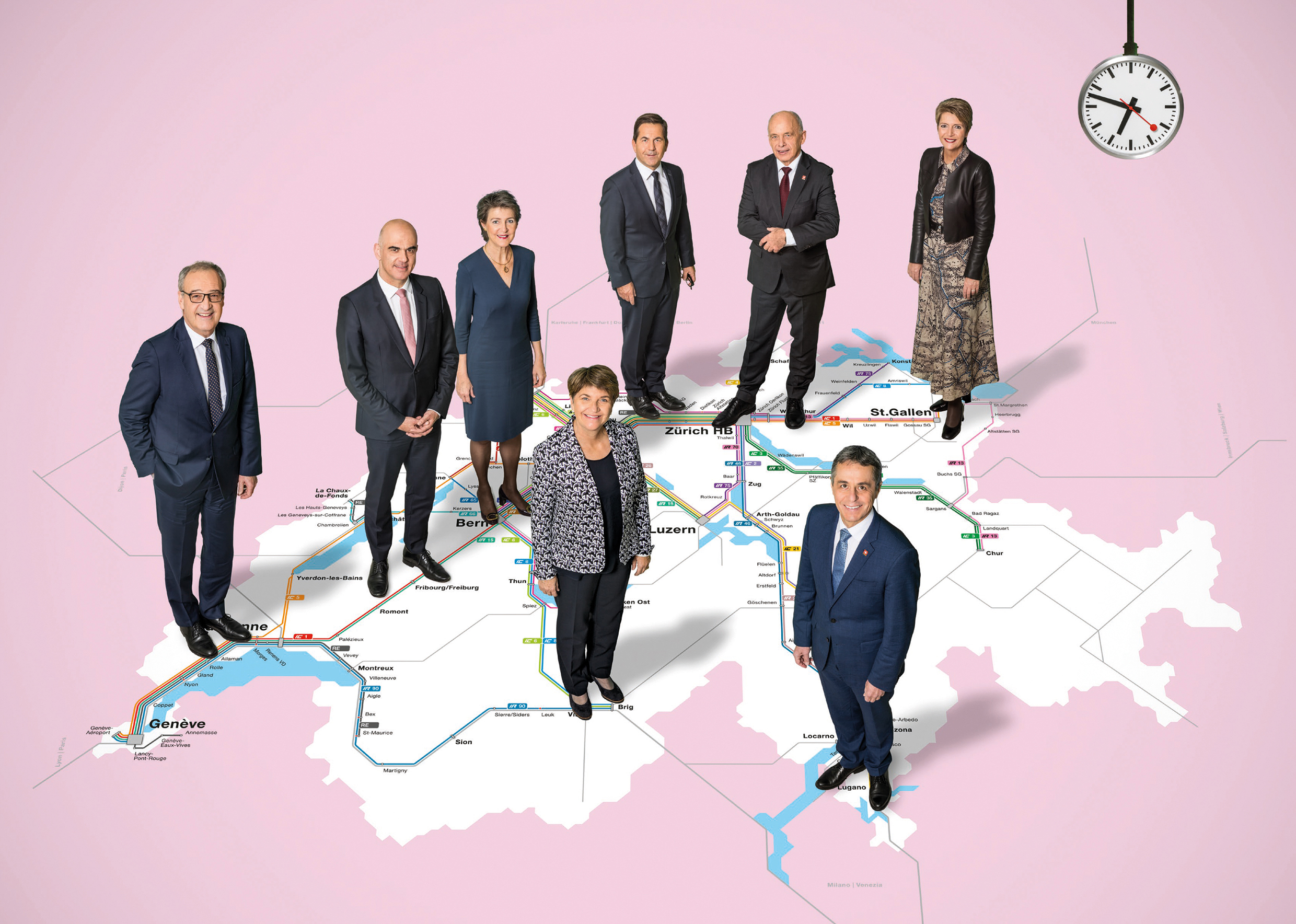
Szövetségi Tanács (2022).

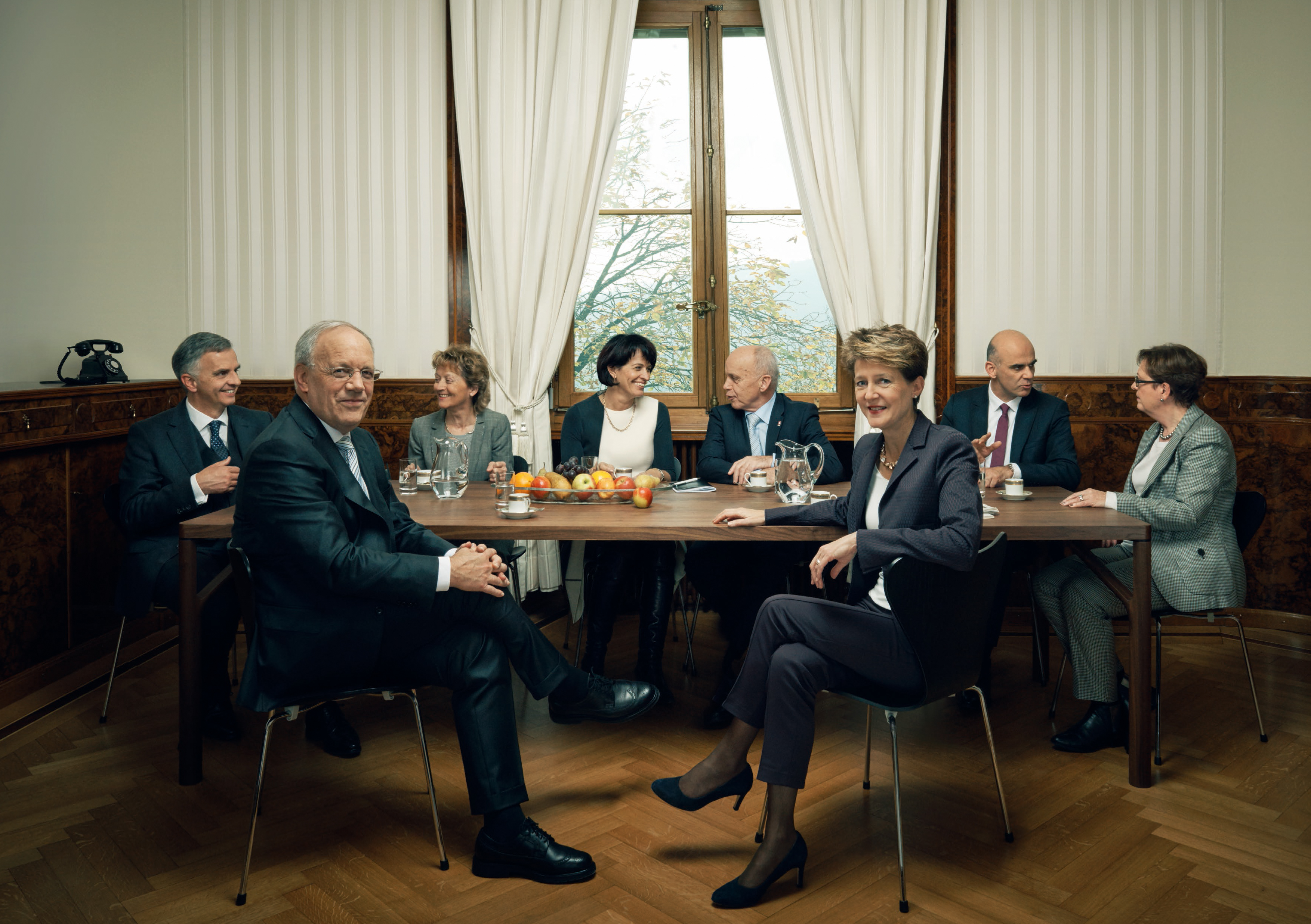
A svájci Szövetségi Tanács tagjai 2015-ben (balról jobbra: Didier Burkhalter, Johann Schneider-Ammann alelnök, Eveline Widmer-Schlumpf, Doris Leuthard, Ueli Maurer, Simonetta Sommaruga elnök, Alain Berset, Corina Casanova kormányfő

A Szövetségi Tanács a Svájci Konföderáció vezető végrehajtó testülete. Betölti a kollektív államfői pozíciót, hasonlóan ahogy Magyarországon 1949-től 1989-ig a Elnöki Tanács látta el együttesen az államfői feladatokat, és volt a kollektív államfői testület. Svájcban viszont az államfői feladatokon kívül végrehajtó hatalomként, azaz kormányként is működik. Tagjait a jelentősebb politikai pártok adják, ami megfelel a politikai ideológián alapuló konszociális demokrácia alapelvének. Bár az alkotmány szerint a Szövetségi Gyűlés választja és felügyeli a Tanács tagjait, fokozatosan a Tanácshoz került a törvényhozói folyamat irányítása, illetve a szövetségi törvények végrehajtása. A Svájci Konföderáció elnökét a Tanács tagjai közül választják, ahogy Magyarországon is az Elnöki Tanács tagjai közül került ki annak elnökeként az ország névleges államfője. Svájc elnökének a megbízatása egy évre szól – január 1-jétől december 31-éig –, reprezentatív feladatokat tölt be, valamint névleges állam- és kormányfőként is funkcionál.
1959 óta a négy nagy párt a „mágikus formula” szerint képviselteti magát a Szövetségi Tanácsban: 2 főt adnak a kereszténydemokraták (CVP/PDC, 2021. január 1-től "Die Mitte/Le centre"), 2 főt a szociáldemokraták (SP/PS), 2 főt a szabad demokraták (FDP/PLR), egyet pedig a néppártiak (SVP/UDC). Ezt a hagyományos elosztást azonban semmilyen törvény nem írja elő, és a 2003-as svájci választásokon a kereszténydemokraták egyik tanácsbeli helyét át kellett adniuk az SVP/UDC-nek.

## A Szövetségi Tanács jelenlegi tagjai[1]
| Tag                       | Tag | Tag             | Párt                | Kanton     | Funkció |
| ------------------------- | --- | --------------- | ------------------- | ---------- | --- |
| Albert Rösti              |     | 2023. január 1. | SVP/UDC             | Bern       | A Szövetségi Környezetért, Közlekedésért, Energiáért és Kommunikációért felelős Minisztérium vezetője.     |
| Elisabeth Baume-Schneider |     | 2023. január 1. | SP/ PS              | Jura       | A Szövetségi Igazságügyi és Rendészeti Minisztérium vezetője.                                              |
| Alain Berset              |     | 2012. január 1. | SP/PS               | Fribourg   | Szövetségi Tanács elnöke (2023), a Szövetségi Belügyminisztérium vezetője.                                 |
| Guy Parmelin              |     | 2016. január 1. | SVP/UDC             | Vaud       | A Szövetségi Gazdasági, Oktatási és Kutatási Minisztérium vezetője.                                        |
| Ignazio Cassis            |     | 2018. január 1. | FDP/PLR             | Ticino     | A Szövetségi Tanács elnöke (2022), a Szövetségi Külügyminisztérium vezetője.                               |
| Viola Amherd              |     | 2019. január 1. | Die Mitte/Le centre | Wallis     | A Szövetségi Tanács alelnöke (2023), A Szövetségi Védelmi, Polgári védelmi és Sport Minisztérium vezetője. |
| Karin Keller-Sutter       |     | 2019. január 1. | FDP/PLR             | St. Gallen | A Szövetségi Pénzügyminisztérium vezetője.                                                                 |